# Top of the Pops
Top of the Pops was een langlopend tv-programma van de BBC. Het programma liep van 1 januari 1964 tot 30 juli 2006. Wekelijks werd de BBC Top 40 behandeld door middel van liveoptredens in de studio. Het programma is toonaangevend geweest voor de Engelse muziektelevisie en vormde in Nederland destijds de inspiratie voor AVRO's Toppop (1970-1988). Een Nederlandse variant van Top of the Pops werd van oktober 1998 t/m december 2006 wekelijks door de publieke omroep BNN op Nederland 2 uitgezonden.

## Achtergrond

### Presentatoren
Top of the Pops heeft verschillende presentatoren gehad, voornamelijk afkomstig van BBC Radio 1; Jimmy Savile was de allereerste en bekendste. Later werden ook popsterren gevraagd als gastpresentatoren.

### Top of the Pops 2
Vanaf 1993 vertoonde BBC2 archiefmateriaal in Top of the Pops 2 (of TOTP2); meestal stond in deze uitzendingen een thema centraal. 

### Herhalingen
Sinds april 2011 worden de Top of the Pops-afleveringen vanaf 1976 elke vrijdagavond op de digitale zender BBC4 herhaald; elk jaar wordt voorafgegaan door een Story of-uitzending waarin de artiesten en medewerkers van toen terugblikken. De door Jimmy Savile en Dave Lee Travis gepresenteerde afleveringen worden overgeslagen sinds de (postume) onthulling van hun betrokkenheid bij seksschandalen. Ook de in 2014 overleden presentator Mike Smith is afwezig, maar dan op eigen verzoek.

## Nederlandse versie
Sinds oktober 1998 zond BNN een Nederlandse versie op Nederland 2 uit. Deze werd geproduceerd door Corbeau TV Masters BV en behandelde de vijftig bestverkochte singles van de week, ofwel de bovenste vijftig van de publieke hitlijst Mega Top 100, vanaf 1 mei 2004 de Single Top 100 (dus niet de Nederlandse Top 40 of de Mega Top 50, waarin airplay wordt meegerekend). Beelden van de Engelse Top of the Pops werden gecombineerd met eigen opnamen. Aanvankelijk zou de Nederlandse versie (evenals andere internationale versies) niet verdwijnen. Toch werd in december 2006 de laatste Nederlandse versie van Top of the Pops uitgezonden. 

### Presentatie
Radio-dj Ruud de Wild was gedurende de eerste vier en een half seizoenen de vaste presentator van de Nederlandse versie van Top of the Pops. Bij afwezigheid werd hij vervangen door andere bekende BNN-gezichten. Nadat De Wild in mei 2004 vertrok bij BNN en 3FM, werd Hanna Verboom de vaste presentatrice. Vanaf 2005 presenteerde Verboom het programma in afwisseling met Curt Fortin en Sander Lantinga.
Vaste presentatoren
- Ruud de Wild (1998-2004)
- Hanna Verboom (2004-2006)
- Curt Fortin (2005-2006)
- Sander Lantinga (2005-2006)

Invalpresentatoren
- Bridget Maasland (2000-2004)
- Eddy Zoëy (2000, 2002-2004)
- Katja Schuurman (2001-2004)
- Patrick Lodiers (onbekend-2006)

3 op Reis ·
Afkicken ·
De allerslechtste echtgenoot van Nederland ·
Atletico Ananas ·
AVRO's Sterrenslag ·
Baby te huur ·
De Badgasten ·
De beste ·
Bitches ·
Bloed, Zweet en Luxeproblemen ·
Break Free · 
Cash Cab ·
Comedy Live ·
Costa! ·
Crazy 88 ·
Dennis en Valerio vs de rest ·
Dennis vs Valerio ·
Doe Maar Normaal ·
Egoland ·
Feuten ·
Finals ·
Floortje en de ambassadeurs · 
Floortje naar het einde van de wereld ·
Get Smarter in a Week ·
Golden Oldies ·
De Grote Donorshow ·
Hey DJ ·
Je zal het maar hebben ·
Je zal het maar zijn ·
Kannibalen ·
Katja vs Bridget ·
Katja vs De Rest ·
Kebab TV ·
De Klimaatpolitie ·
Lama gezocht ·
De Lama's ·
Lijst 0 ·
Loverboys ·
MaDiWoDoVrijdagshow ·
De Man met de Hamer ·
Mystery Party ·
De Nationale Eettest ·
De Nationale IQ Test ·
Neuken doe je zo! ·
De Nieuwste Show ·
Nu we er toch zijn ·
Onderweg naar Morgen ·
Over Mijn Lijk ·
Ranking the Stars ·
Rat van Fortuin ·
Ruben vs Geraldine ·
Ruben vs Katja ·
Ruben vs Sophie ·
Het schnitzelparadijs ·
De School ·
De slechtste chauffeur van Nederland ·
Sluipschutters ·
Smeris ·
De Social Club ·
Spuiten en Slikken ·
De Stalkshow ·
StartUp ·
Sterretje Gezocht ·
Stop in the Name of Love ·
Tessa ·
Tequila ·
Top of the Pops ·
Try Before You Die ·
Van God Los ·
Vier handen op één buik ·
VOC ·
Vrijdag op Maandag ·
Waar kan ik je 's nachts voor wakker maken? ·
Walhalla ·
Weg met BNN ·
De Zeven Zeeën